# مجرة عجلة العربة
مجرة عجلة العربة وتسمى أيضا ESO 350-40 (بالإنجليزية: Cartwheel Galaxy)‏ هي مجرة عدسية تبعد عنا حوالي 500 مليون سنة ضوئية وتوجد المجرة في كوكبة معمل النحات ويبلغ قطر المجرة نحو 150 ألف سنة ضوئية أي أنها أكبر بقليل من مجرتنا درب التبانة، تم اكتشاف المجرة من قبل فريتز زفيكي في عام 1941، منذ اكتشافها تعتبر من الهياكل الأكثر تعقيدا التي تم رصدها، المجرة تحتوى على الكثير من النجوم النيترونية والثقوب السوداء مما يتسبب في إصدار الكثير من الاشعة السينية.

## تطور
كانت المجرة مجرة حلزونية عادية مثل مجرتنا قبل أن تخضع لعملية تصادم مع مجرة أصغر منها قبل 200 مليون سنة، حيث تسببت قوة التصادم في خلق موجة صدمة قوية خلال المجرة بأكملها واجتاحت الموجة الغاز والغبار مما أدى إلى ولادة نجوم جديدة حول المجرة وهذا ما يفسر خاتم مزرق حول مركز المجرة، ويعتقد بعض العلماء إلى أن هذا الشكل الغريب التي تبدو عليه المجرة هي مرحلة تأتي بعد تصادم المجرات وسوف تتخذ شكلها الحلزوني بعد ملايين السنين.

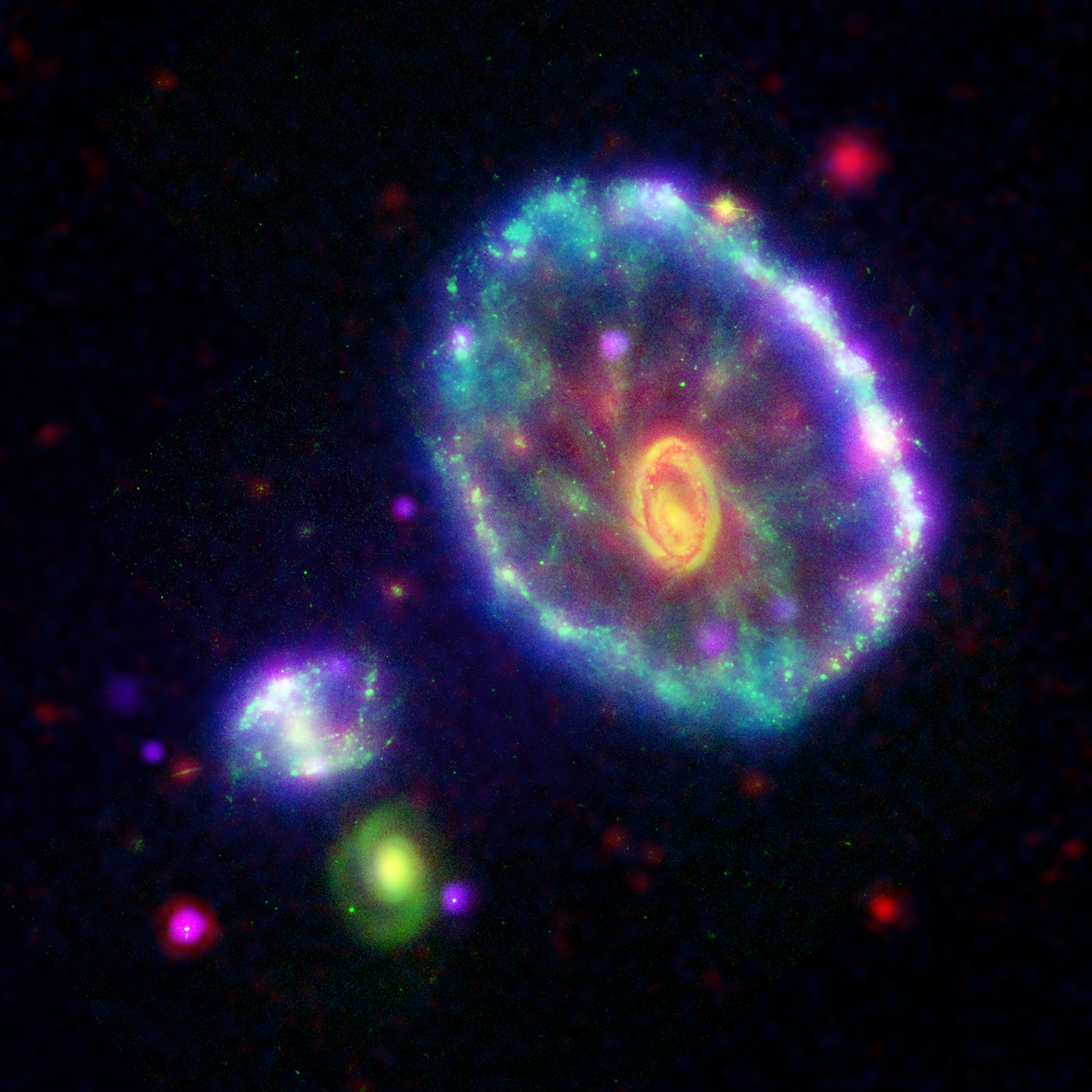
صورة بالألوان الكاذبة لمجرة عجلة العربة

## اقرأ أيضا
- تصادم مجري

- التحام مجرات الطائر

- مجرتي الفئران
- مجرتا الهوائيات